# Ronan the Accuser
Ronan the Accuser is een personage uit de strips van Marvel Comics. Hij verscheen voor het eerst in Fantastic Four #65 (augustus 1967) en werd bedacht door Stan Lee en Jack Kirby. Ronan the Accuser staat vooral bekend als vijand van de Guardians of the Galaxy en de Fantastic Four.

## In andere media
Ronan meldde zich aan voor het Accusercorps van de Kree en kreeg al snel een toppositie. Ronan kreeg de titel Supreme Public Accuser en werd nummer twee van de Supreme Intelligence de leider van de Kree. Ronan kwam veel in conflict met de Fantastic Four en Guardians of the Galaxy.

### Marvel Cinematic Universe
Sinds 2014 verscheen dit personage in de Marvel Cinematic Universe en wordt vertolkt door Lee Pace. Net als in de oorspronkelijke comics is Ronan de vijand van de superheldengroep Guardians of the Galaxy. Wanneer Ronan een infinitystone in handen krijgt, probeert hij het heelal over te nemen maar wordt op tijd tegengehouden door de Guardians of the Galaxy. In Captain Marvel komt Ronan kort voor en is te zien in zijn jongere jaren als Kree krijger. Hij probeert de Aarde te vernietigen maar wordt tegengehouden door Captain Marvel. Ronan the Accuser is onder andere te zien in de volgende films:
- Guardians of the Galaxy (2014)
- Captain Marvel (2019)

### Televisieseries
Ronan the Accuser komt ook voor in de animatieseries Guardians of the Galaxy en  Hulk and the Agents of S.M.A.S.H. waarbij zijn Nederlandse stem wordt ingesproken door Bert Simhoffer.

### Computerspelen
Sinds 2014 is er een verzamelfiguur van het personage Ronan the Accuser voor het computerspel Disney Infinity. Zodra deze figuur op een speciale plaats wordt gezet, verschijnt het personage online in het spel. De Nederlandse stem wordt hierbij opnieuw ingesproken door Bert Simhoffer.